# Salonnes
Pour l’article ayant un titre homophone, voir Salone.
Salonnes est une commune française située dans le département de la Moselle, en région Grand Est.

## Géographie

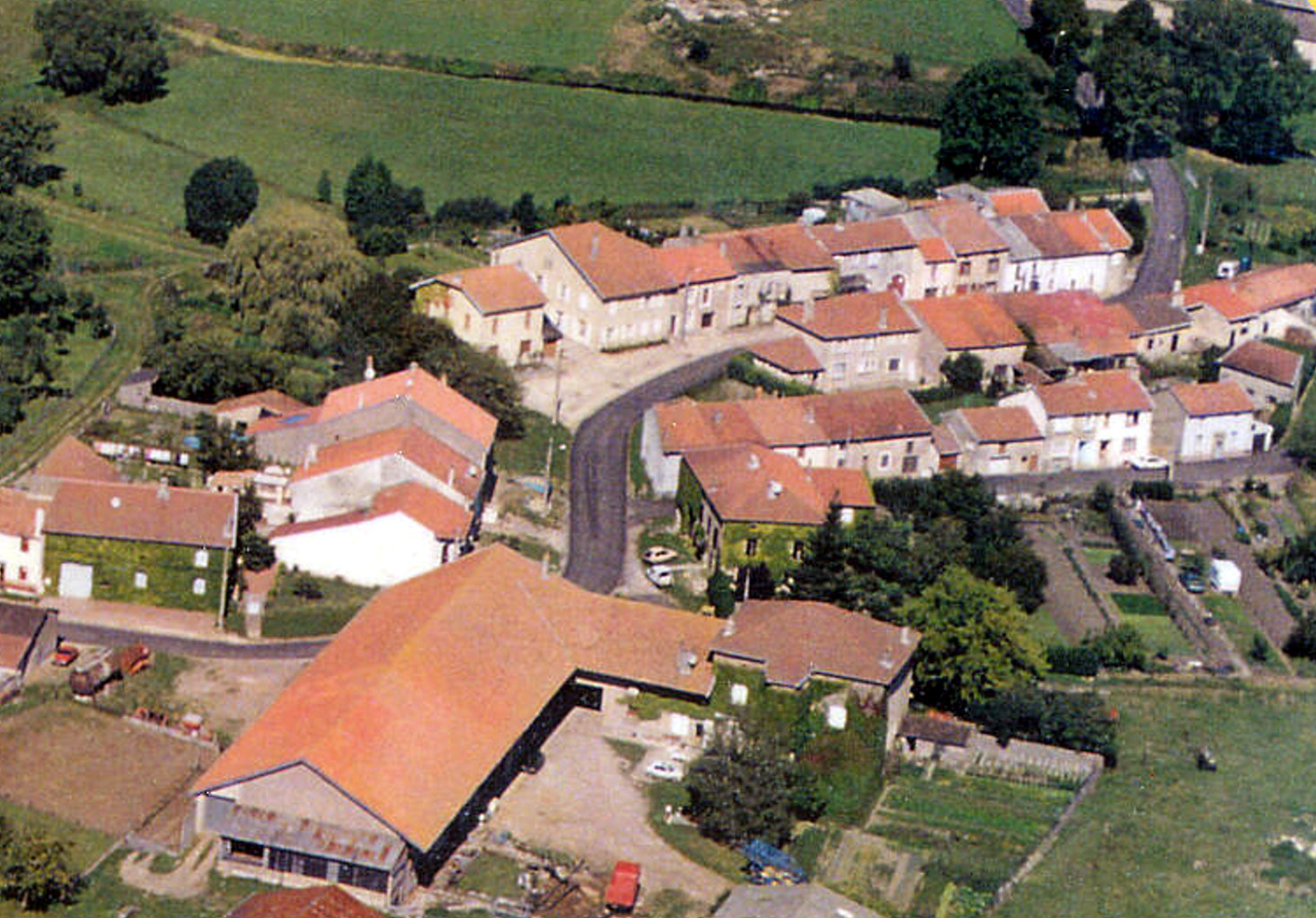
Vue générale.

Le village est situé à proximité de la route reliant Nancy à Sarreguemines, via Château-Salins.

### Communes limitrophes
|          | Château-Salins                       | Morville-lès-Vic |
| Chambrey | Salonnes                             | Vic-sur-Seille   |
|          | Bezange-la-Grande Meurthe-et-Moselle |                  |

### Hydrographie
La commune est située dans le bassin versant du Rhin au sein du bassin Rhin-Meuse. Elle est drainée par la Seille, la Petite Seille, le ruisseau le Majurin, le canal du Moulin de Salonnes et le ruisseau de l'Étang de Bezange.
La Seille, d'une longueur totale de 137,7 km, prend sa source dans la commune de Maizières-lès-Vic et se jette  dans la Moselle à Metz en limite avec Saint-Julien-lès-Metz, après avoir traversé 57 communes.
La Petite Seille, d'une longueur totale de 25,5 km, prend sa source dans la commune de Racrange et se jette  dans la Seille sur la commune, après avoir traversé 15 communes.

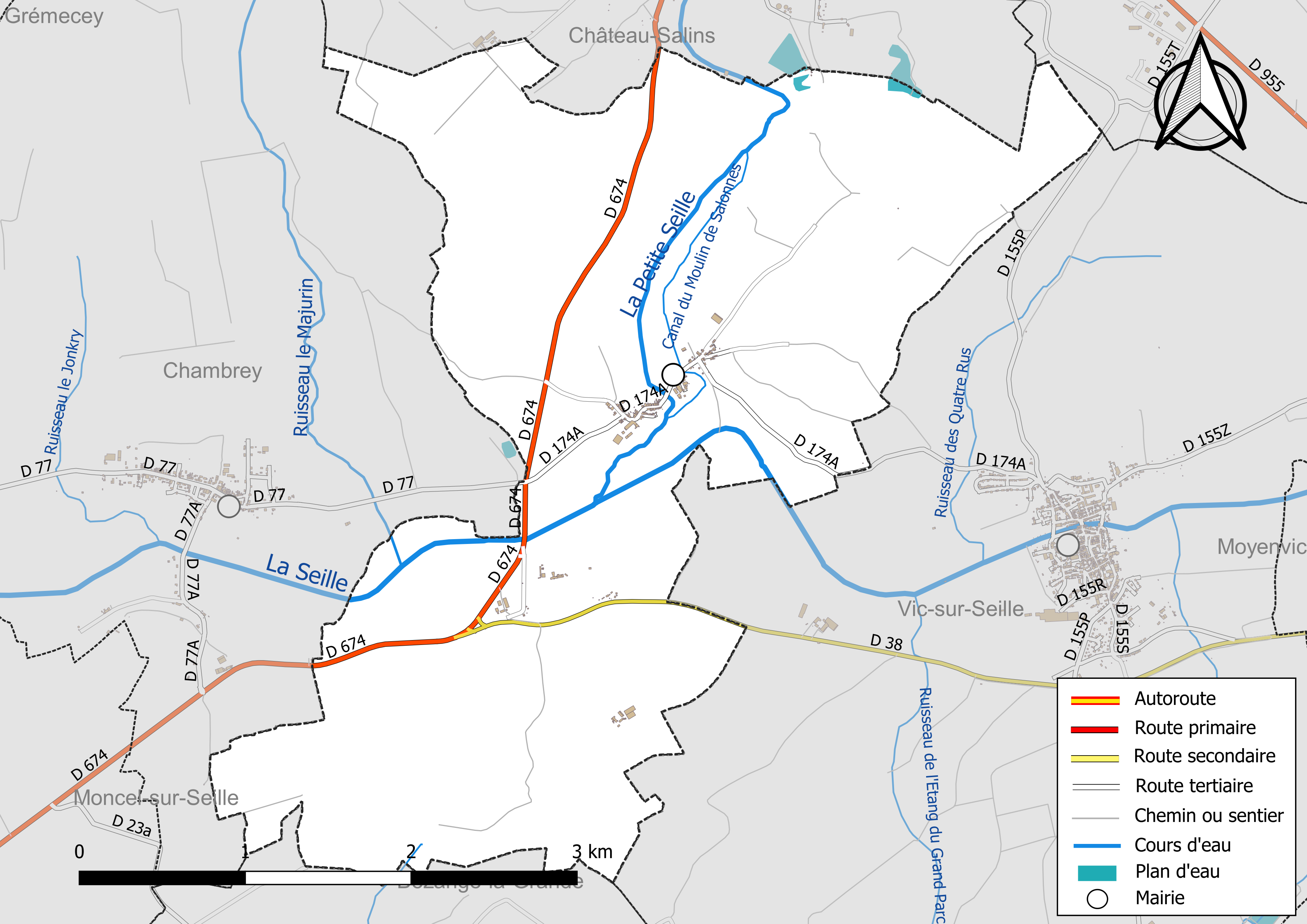
Réseaux hydrographique et routier de Salonnes.

La qualité des eaux des principaux cours d’eau de la commune, notamment de la Seille et de la Petite Seille, peut être consultée sur un site spécial géré par les agences de l’eau et l’Agence française pour la biodiversité. Ainsi en 2020, dernière année d'évaluation disponible en 2022, l'état écologique de la Petite Seille était jugé médiocre (orange).

### Climat
Pour des articles plus généraux, voir Climat du Grand Est et Climat de la Moselle.
En 2010, le climat de la commune est de type climat des marges montargnardes, selon une étude du Centre national de la recherche scientifique s'appuyant sur une série de données couvrant la période 1971-2000. En 2020, Météo-France publie une typologie des climats de la France métropolitaine dans laquelle la commune est exposée à un climat semi-continental et est dans la région climatique  Lorraine, plateau de Langres, Morvan, caractérisée par un hiver rude (1,5 °C), des vents modérés et des brouillards fréquents en automne et hiver. 
Pour la période 1971-2000, la température annuelle moyenne est de 10 °C, avec une amplitude thermique annuelle de 17 °C. Le cumul annuel moyen de précipitations est de 780 mm, avec 11,5 jours de précipitations en janvier et 9 jours en juillet. Pour la période 1991-2020, la température moyenne annuelle observée sur la station météorologique de Météo-France la plus proche, « Lesse_sapc », sur la commune de Lesse à 19 km à vol d'oiseau, est de 10,7 °C et le cumul annuel moyen de précipitations est de 694,0 mm. 
La température maximale relevée sur cette station est de 40 °C, atteinte le 25 juillet 2019 ; la température minimale est de −20,7 °C, atteinte le 20 décembre 2009,,. 
Les paramètres climatiques de la commune ont été estimés pour le milieu du siècle (2041-2070) selon différents scénarios d'émission de gaz à effet de serre à partir des nouvelles projections climatiques de référence DRIAS-2020. Ils sont consultables sur un site spécial publié par Météo-France en novembre 2022.

## Urbanisme

### Typologie
Au 1er janvier 2024, Salonnes est catégorisée commune rurale à habitat dispersé, selon la nouvelle grille communale de densité à sept niveaux définie par l'Insee en 2022.
Elle est située hors unité urbaine. Par ailleurs la commune fait partie de l'aire d'attraction de Nancy, dont elle est une commune de la couronne,. Cette aire, qui regroupe 353 communes, est catégorisée dans les aires de 200 000 à moins de 700 000 habitants,.

### Occupation des sols
L'occupation des sols de la commune, telle qu'elle ressort de la base de données européenne d’occupation biophysique des sols Corine Land Cover (CLC), est marquée par l'importance des territoires agricoles (70,2 % en 2018), une proportion sensiblement équivalente à celle de 1990 (69,5 %). La répartition détaillée en 2018 est la suivante : 
terres arables (37,1 %), forêts (29,8 %), prairies (29,6 %), zones agricoles hétérogènes (3,5 %). L'évolution de l’occupation des sols de la commune et de ses infrastructures peut être observée sur les différentes représentations cartographiques du territoire : la carte de Cassini (XVIIIe siècle), la carte d'état-major (1820-1866) et les cartes ou photos aériennes de l'IGN pour la période actuelle (1950 à aujourd'hui).

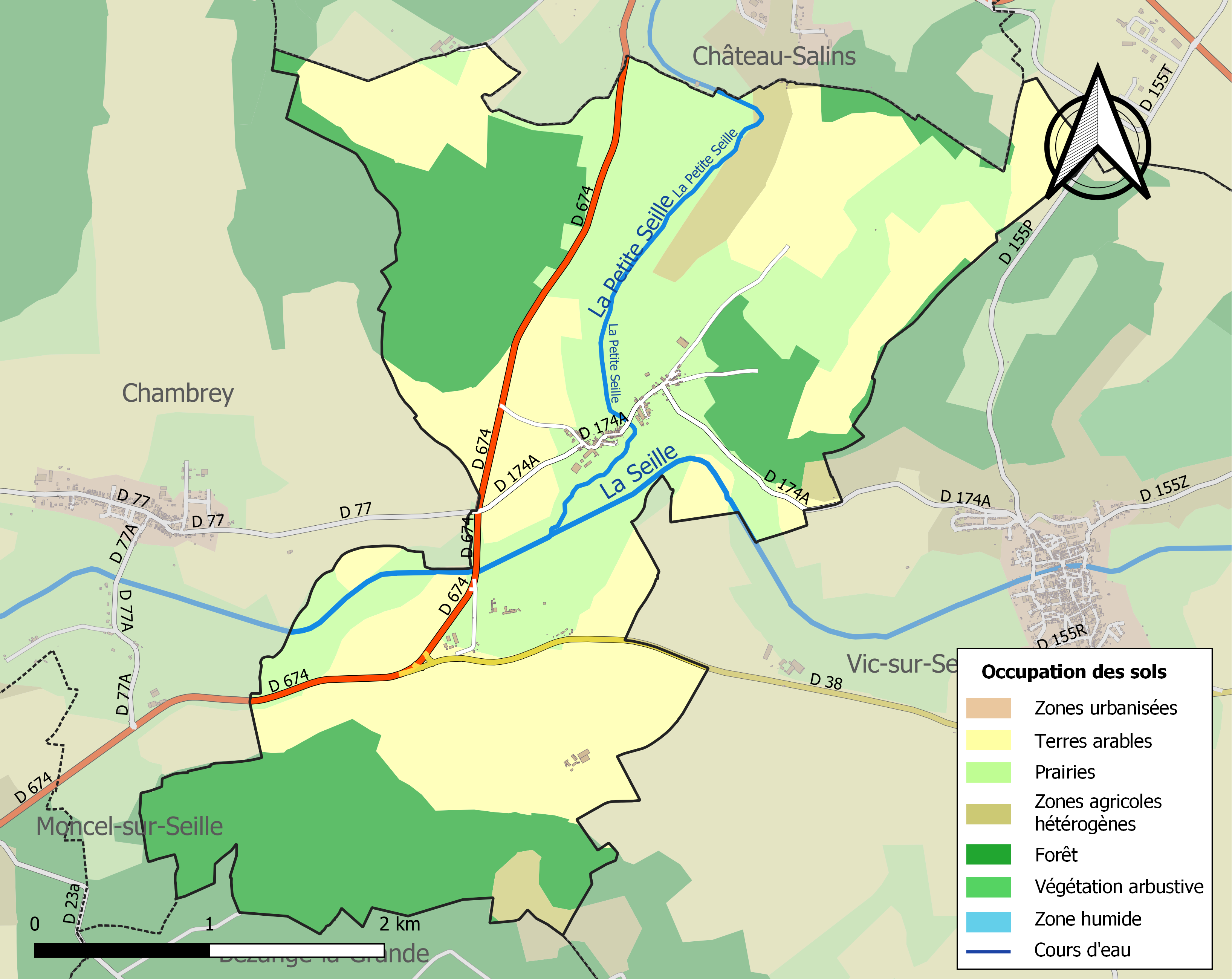
Carte des infrastructures et de l'occupation des sols de la commune en 2018 (CLC).

## Toponymie
Salona (777) ; Sallone, Sallonæ (822) ; Salona (950) ; Salonia (1226), Salone (1277) ; Sallonnes, Sallones, Sallonne (1346-1348) ; Haute-Salone et Basse-Salone (1711) ; Salonne (1793).

## Histoire
Salonnes est un site du briquetage de la Seille, il était donc déjà habité pendant le premier millénaire avant Jésus-Christ.
Salonnes ou plutôt Salone en se conformant à l'ancienne orthographe Salona, est une des communes du département mentionnées dans les titres les plus anciens. Un diplôme de Charlemagne, daté l'an 777 et dont l'original est aux archives de Meurthe-et-Moselle, confirme un accord fait entre Angelramme, évêque de Metz, Vilhare, archevêque de Sens, et Fulrad, chapelain du palais et abbé de Saint-Denis, au sujet des biens que ce dernier possédait au lieu nommé Salone, construit en l'honneur de la Sainte Mère de Dieu, les bienheureux martyrs, confesseurs, et où reposent Saint Privat et Saint Hilaire ; lequel accord porte que ni Angelramme, ni ses successeurs, ni leurs archidiacres, ni quelque autre officier que ce soit de l'église de Metz, ne pourront exercer dans ce lieu aucun acte de juridiction, si ce n'est lorsque l'abbé de Saint-Denis invitera l'évêque à y donner les ordres, bénir le saint chrême et les autels, ainsi que cela se pratiquait dans les autres églises dépendant de l'abbaye de Saint-Denis.
En 896, Charles le Simple déclare que les religieux de Salone manquant de nourriture et ne percevant plus rien de leurs prébendes, il leur a donné différent biens, parmi lesquels un manse et une vigne à Montenoy, un manse à Pompey, etc. Enfin, en 950, Louis d'Outremer donne aux clercs de l'abbaye de Saint-Denis et de Saint-Privat, l'habitant le prieuré de Salone, une terre dans le lieu de Salone, sur le ruisseau du même nom, à savoir douze manses avec l'église de Vertignécourt, etc.
En 1348, le procureur de ce prieuré pour le cardinal de Boulogne déclare que la grâce à lui faite par la duchesse-régente de Lorraine Marie de Blois de l'exempter du droit qu'a le duc de Lorraine de prendre un char dudit prieuré quand il va à l'armée ou autre part, ne peut être tirée à conséquence ni à préjudice contre son droit. (T. C. Moyenvic). En 1379, le duc Jean Ier de Lorraine mande à ses conseillers de requérir les conservateurs des traités d'alliance entre l'évêque de Metz et lui, de défendre audit évêque d'attenter sur la fontaine d'eau salée de Salone, laquelle lui appartient en tous droits. (T. C. Château-Salins).
En 1388, le même Jean Ier de Lorraine, et Robert Ier, duc de Bar, voulant indemniser le prieuré de Salone, la ville et les habitants, des dommages qu'ils leur avaient causés pendant la guerre contre l'évêque de Metz, accordent au prieuré différents héritages situés tant sur le ban de Salone que sur celui de plusieurs villages voisins.
Par un acte daté du 28 avril 1453, les gens de justice de Salone consentent de suivre pour lois, dans leurs jugements, - les droits, coutumes et usages d'Amance, ainsi qu'il avait été accordé entre le prieur de Salone et les habitants dudit lieu, par devant Simonin Louvion, procureur général de Lorraine au bailliage de Nancy, et de Ilaous Olry, prévôt d'Amance, attendu que, par les guerres entre le duc de Lorraine et comte de Bar et l'évêque de Metz, Salone avait été entièrement détruit et que tous les habitants s'étaient sauvés, en conséquence aucun ne pouvant assurer par quels usages Salone avait été autrefois régi, les titres qui auraient pu le prouver étant tous perdus.
Plusieurs titres du XVIe siècle font mention de conflits de juridiction soulevés entre les officiers du duc et le prieur de Salone, au sujet des droits seigneuriaux dont le prince et le prieur jouissaient dans ce lieu. Les droits de ce dernier sont ainsi énumérés dans des comptes et des procès verbaux de plaids annaux : Le prieur est seigneur haut justicier, moyen et bas en la Haute et Basse Salone, et par tout le ban d'icelle... Tout habitant tenant charrue lui doit, par chacun an, trois fois les corvées. Il a aussi droit de revêture, qui est tel que chacun héritier succédant à immeubles assis su bau et finage dudit lieu, est lents de revêtir et reprendre desdits immeubles dans quarante jours à compter du jour du trépas de celui qui lui a fait échutte ; et doit chacun héritier deux setiers de vin, à peine de commise des héritages pour lesquels ledit droit se doit payer... Les habitants paient chacun an au duc de Lorraine 5 francs à sa recette d'Amance, à cause du bois de la Jurée, qu'ils tiennent pour leurs affouages.
Quand il y a un malfaiteur des sujets du prieur ou autres délinquants en sa seigneurie dudit Salone, il peut le faire appréhender au corps par ses officiers et le tenir en sa prison, et si le fait le requiert, le peut mettre ès mains du maître des hautes œuvres pour lui donner la question et sur ses confessions lui faire faire son procès jusqu'à la sentence inclusivement rendue, puis le faire délivrer à un prévôt d’Amance, hors le ban dudit Salone, en lieu nommé Saulcirup, faisant séparation du ban dudit lieu et de celui de Chambrey; auquel lieu, ledit prévôt d'Amance reçoit ledit prisonnier avec son procès en son sein, ensemble la sentence, pour en faire faire ' l'exécution aux frais du duc, demeurant néanmoins les biens acquis et confisqués au prieur… >(Coll. S.-G. et P.)
Par un acte passé le 1er juillet 1605, il est fait défense à tous habitants de Salone d'aller moudre leurs grains ailleurs qu'au moulin banal joignant le prieuré, et à celui de Seraincourt, et d'aller pressurer leurs marcs et raisins à d'autres pressoirs qu'à ceux de la maison seigneuriale dit prieuré.
Une nommée Catherine Dieudonnée, de Salone, avait été brûlée comme sorcière à Amance en 1615.
Une sentence rendue le 2 août 1736 défend aux avocats et procureurs de faire les contestations au cabaret dites les instances où ils occuperont en la justice de Salone, mais au greffe de ladite justice. (Coll. St.-G. et P.)

### Le prieuré
Le prieuré et l'église ont été fondés en ces lieux paisibles par Fulrad, abbé de Saint-Denis qui vivait sous Pépin le Bref et Charlemagne. Dès cette époque, le corps de Saint Privat, évêque de Mende, allait y reposer. L'abbaye de Saint-Denis sera propriétaire du prieuré jusqu'en l'an 815, date à laquelle elle cède à l'abbé de Saint-Mihiel. En 896, Charles le Simple fait des donations aux moines des lieux puis en 950 des terres dans le lieu de Salonnes sont offertes par Louis d'Outre-mer. En 1106 le pape Pascal II confirmera l'indépendance du prieuré de Salonnes de juridiction de l'évêché de Metz. Pendant près de huit cents ans, les bénédictins gouverneront le prieuré.
Après la mort du dernier titulaire, Pierre de Saint-Vincent, décédé en 1598, le cardinal Charles de Lorraine, abbé de Saint-Mihiel et légat du Saint-Siège, unit en 1602 le prieuré de Salone à la Primatiale de Nancy.

### La saline
Outre son prieuré, fondé par Fulrad, dès le VIIe siècle, Salone possédait, ainsi qu'il a été dit plus haut, des salines qui paraissent remonter à une époque fort éloignée : le diplôme 1e Louis-le-Débonnaire portant donation du prieuré de Salone à l'abbaye de Saint-Mihiel, en 815, et rappelé par l'auteur de l'histoire de cette ville, fait mention du village de Courcelles, qui était contigu à Salone, et des eaux salées de ce lieu : donamus villam Curcella cum..... aquis salsalis... S'il faut en croire quelques historiens, le prieuré de Salone aurait même été construit sur l'emplacement d'une ancienne saline.
Quoi qu'il en soit, il résulte de différents documents que cette usine était exploitée dans les XIIIe et XIVe siècles ; elle fut probablement ruinée dans le courant du siècle suivant, car on trouve, à la date du 30 octobre 1484, des lettres patentes dans lesquelles le duc René II de Lorraine dit que son receveur général, Antoine Varrin, ayant fait construire et dresser une nouvelle saline à Salone, sur les terres du prieuré, il assigne à ce dernier, par forme de dédommagement et à perpétuité, dix muids de sel à prendre chaque année sur cette saline. Par d'autres lettres patentes, du 10 janvier 1492, le même prince permet à plusieurs particuliers de bâtir aux environs de la nouvelle usine sur des terrains qu'il leur concède. (Coll. St.-G. et P.)
En 1541, son fils, le duc Antoine II, complète le douaire de Christine de Danemark sa belle-fille, par une assignation sur les salines de Salone. (T. C. Blâmont 3.) En 1583, Charles III donne l'office de baucheur de ces salines à Jacques Chastan, fils de Fauquet Chastan, sieur de La Routte. (L. p. 1583.) Il est encore fait mention de cette usine dans le compte du receveur général des salines de Lorraine, pour l’année 1631.

### L'église
D'une restauration effectuée au XVIe siècle, viendra s'ajouter au bel édifice de style lorrain, un remarquable portail d'entrée. Aux propositions majestueuses et fines, aux sculptures merveilleusement disposées, ce portail témoigne de toute la parfaite harmonie et de l'élégance de l'art gothique français. Le début du XVIIe siècle sera un épisode sanglant pour la bourgade car, comme toute la région, se sera la cruelle marque laissée par la guerre des Suédois, amenant destruction, peste et famine. Salonnes sera ravagé en 1635 par les troupes suédoises et l'église pillée. Le chef de Saint-Privat conservé avec dévotion dans le sanctuaire depuis des siècles sera jeté dans le puits du prieuré et les précieux livres déchirés. Mille cinq cents Suisses allaient mourir en ces lieux. Didier Chaumont, alors curé de la paroisse, écrivit qu'il fut obligé de faire amener de la terre dans toute l'église pour couvrir les morts.
Plus d'un siècle plus tard, en 1749, une entente sera conclue entre le chapitre de la Primatiale de Nancy et la population du village pour réparer le sanctuaire alors en ruine. Une cuve baptismale octogonale datée 1549 est une des merveilles de cette petite église. Elle a de belles ornementations dont les blasons, l'un avec trois fleurs de lys, soulignent les contours de ce chef-d'œuvre de pierre d'un mètre cinquante de haut et large d'un mètre.
Depuis douze siècles, ce petit village s'enorgueillit de son église qui a su, malgré les vicissitudes de l'histoire, parvenir jusqu'à nous avec toute sa pureté et sa beauté.

## Politique et administration

### Les maires
| Période                                  | Période   | Identité             | Étiquette        | Qualité     |
| ---------------------------------------- | --------- | -------------------- | ---------------- | ----------- |
| 1914                                     | 1914      | César                |                  |             |
| 1914                                     | 1915      | Larue                |                  |             |
| 1915                                     | 1920      | Célestin Brulfer     |                  |             |
| 1920                                     | 1939      | Émile Neveux         |                  |             |
| 1939                                     | 1945      | Lenel                | Sous régime nazi |             |
| Fin 1945                                 | 1977      | Gaston Messin        |                  | Agriculteur |
| Juillet 1977                             | Mars 2008 | Robert Messin        |                  | Agriculteur |
| Mars 2008                                | En cours  | Jean-Pierre Broquard |                  | Agriculteur |
| Les données manquantes sont à compléter. |           |                      |                  |             |

## Démographie
L'évolution du nombre d'habitants est connue à travers les recensements de la population effectués dans la commune depuis 1793. Pour les communes de moins de 10 000 habitants, une enquête de recensement portant sur toute la population est réalisée tous les cinq ans, les populations de référence des années intermédiaires étant quant à elles estimées par interpolation ou extrapolation. Pour la commune, le premier recensement exhaustif entrant dans le cadre du nouveau dispositif a été réalisé en 2008.

En 2022, la commune comptait 171 habitants, en évolution de −11,4 % par rapport à 2016 (Moselle : +0,52 %, France hors Mayotte : +2,11 %).
| 1793 | 1800 | 1806 | 1821 | 1831 | 1836 | 1841 | 1846 | 1851 |
| ---- | ---- | ---- | ---- | ---- | ---- | ---- | ---- | ---- |
| 229  | 286  | 313  | 336  | 395  | 460  | 428  | 473  | 458  |

| 1856 | 1861 | 1871 | 1875 | 1880 | 1885 | 1890 | 1895 | 1900 |
| ---- | ---- | ---- | ---- | ---- | ---- | ---- | ---- | ---- |
| 397  | 383  | 368  | 347  | 361  | 395  | 382  | 400  | 424  |

| 1905 | 1910 | 1921 | 1926 | 1931 | 1936 | 1946 | 1954 | 1962 |
| ---- | ---- | ---- | ---- | ---- | ---- | ---- | ---- | ---- |
| 439  | 394  | 318  | 303  | 299  | 298  | 263  | 249  | 192  |

| 1968 | 1975 | 1982 | 1990 | 1999 | 2006 | 2008 | 2013 | 2018 |
| ---- | ---- | ---- | ---- | ---- | ---- | ---- | ---- | ---- |
| 172  | 143  | 138  | 157  | 164  | 166  | 172  | 202  | 184  |

| 2022 | - | - | - | - | - | - | - | - |
| ---- | - | - | - | - | - | - | - | - |
| 171  | - | - | - | - | - | - | - | - |

## Culture locale et patrimoine

### Lieux et monuments

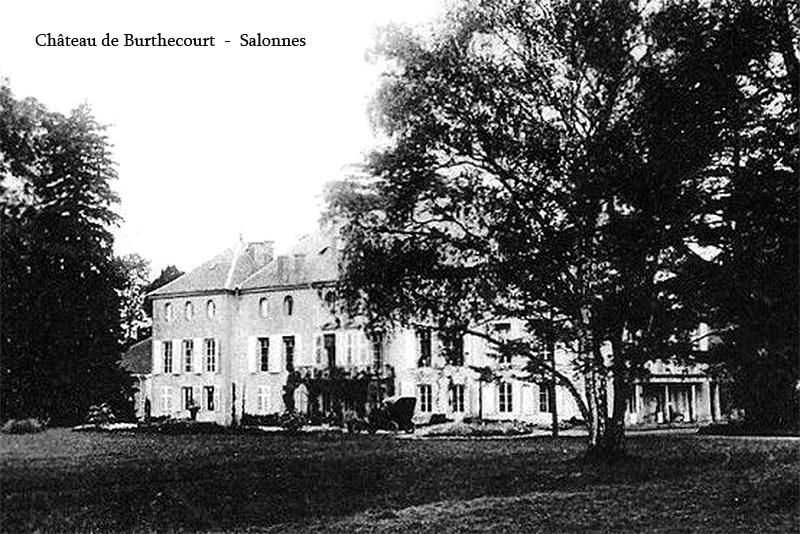
Le château de Burthecourt, vers 1900.

- Château de Burthecourt

### Personnalités liées à la commune
Gaston et Robert Messin, maires du village pendant 63 ans à eux deux (de 1945 à 2008).

## Héraldique
| Blason de Salonnes | Blason  | D'azur au puits d'argent; au chef cousu de gueules chargé d'un alérion d'argent. |
| Blason de Salonnes | Détails | Le statut officiel du blason reste à déterminer.                                 |